# Médecine de l'âme
 (septembre 2010).
Si vous disposez d'ouvrages ou d'articles de référence ou si vous connaissez des sites web de qualité traitant du thème abordé ici, merci de compléter l'article en donnant les références utiles à sa vérifiabilité et en les liant à la section « Notes et références ».
Médecine de l’âme ou l’éthique originelle est le titre d’un ouvrage écrit par Bahram Elahi, Docteur en médecine et professeur émérite d’anatomie et de chirurgie infantile, qui se présente comme un manuel d’introduction à ce qu’Ostad Elahi qualifiait de nouvelle « médecine de l’âme ».

## Résumé
Médecine de l’âme constitue le troisième opus, paru en 2000, d’une série d’ouvrages du même auteur ayant pour objet une enquête systématique de l’esprit, privilégiant une approche rationnelle des questions spirituelles. Dans les Fondements de la spiritualité naturelle (Dervy, 1997) et La Spiritualité est une science (Dervy, 1998), Bahram Elahi s’était attaché à construire le cadre de référence théorique de cette approche. Dans Médecine de l’âme, il reprend les notions élaborées dans ces deux ouvrages, mais en insistant sur leur signification directement pratique.
Partant du principe que la nature de l’âme humaine est universelle et qu’elle obéit à des schémas et des lois de développement qui ne varient pas avec le lieu et l’époque, Bahram Elahi présente en quelque sorte l’anatomie de l’esprit humain, ainsi que le processus qui lui permet de se développer ; processus au cours duquel l’éthique joue un rôle fondamental.

## Table des matières
- Préface de l’éditeur
- Étude 1 : La fonction de l’éthique
- Étude 2 : La pratique de l’éthique
- Étude 3 : L’intention
- Étude 4 : La pensée
- Étude 5 : L’éducation de la pensée (éducation de la raison transcendante)
- Étude 6 : Le soi (organisme spirituel)
- Étude 7 : Le spirituel et l’analogie (1)
- Étude 8 : Le spirituel et l’analogie (2)
- Lexique